# East Clare (circonscription britannique)
Pour les articles homonymes, voir Clare.
East Clare est une circonscription électorale du Royaume-Uni de Grande-Bretagne et d'Irlande, de 1885 à 1922. Elle est issue en 1885 de la scission de la circonscription de Clare en deux circonscriptions : East Clare et West Clare.